# 自己免疫性脳炎
自己免疫性脳炎・脳症（じこめんえきせいのうえん、または、のうしょう、autoimmune encephalitis）は、免疫学的に脳を標的として、多彩な症状を生じる症候群。脳が広範囲に障害される、びまん性脳障害という病態を持ち、従来の局所的な部位に対応した診断学では対応できない。診断には、抗体検査が実施されるが診断法も提唱されている。治療には免疫療法が用いられる。
代表的なものに橋本脳症があり、ほかに急性散在性脳脊髄炎 (ADEM) 、抗NMDA受容体抗体脳炎など。21世紀に入り知見が蓄積されてきたものは、腫瘍の有無とは無関係に発症する。

## 原因となる抗体
日本では、ヘルペス脳炎の調査中に、非ヘルペス性急性辺縁系脳炎として浮かび上がってきた。急性散在性脳脊髄炎 (ADEM) が最も多く、橋本脳症やなど古典的なもの、2000年代以降には神経細胞の表面分子に自己抗体がある新しい自己免疫性脳症が知られる。
2006年には、カルフォルニア脳炎プロジェクトにて、脳炎の症状を呈している多数の症例から、32例の抗NMDA受容体抗体脳炎が発見され、症例の蓄積と、自己抗体の知見や診断技術の進展はこれまで原因不明であった脳炎・脳症を、自己免疫性脳炎・脳症として報告することが可能となった。
原因となる抗原は20種類以上が知られ、半分以上ではがんに伴いやすい場合もある。新しく知られるようになった神経細胞表面分子への自己抗体では腫瘍とは無関係に発症する。
| - NMDAR(GluN1) - AMPAR - GABABR - LGI1 - CASPR2 - mGluR5 - DPPX - GABAAR - IgLON5 - gAChR - NAE | - VGCC - mGluR1 - ANNA1 - ANNA2 - ANNA3 - PCA1 - PCA2 - CV2/CRMP5 - Amphiphysin - Ma2/Ta - Ma1 |

## 原因
抗体そのものが原因とみられており、上記のような抗原の存在が確認される。
従来の解剖学的に局所的な障害ではなく、症状と部位が対応する従来の診断学では対応できない。とはいえ、代表的なもの、重症なものの症候は確立されている。広範囲に少しづつ色んな場所で障害されるため、びまん性脳障害という病態を持つ。

## 症状
脳障害で起こるすべての神経症状を起こす可能性があり、心因性非てんかん性発作も含まれる。最も多いのは、脱力とされる。狭義には大脳の障害、広義には小脳の障害も含む。
幻覚、妄想、興奮、記憶障害など精神症状、意識障害や、重積を含むてんかん発作、不随意運動、発汗、発熱など自律神経の症状が多彩に生じる。

## 診断
抗体検査が実施される。
検査結果が出る前に一部の型の診断法が提案されている

## 治療
橋本脳症ではステロイド剤のような免疫療法に比較的よく反応する。前述の表面分子への自己抗体でも免疫療法によく反応する。